# Estilo Urnes

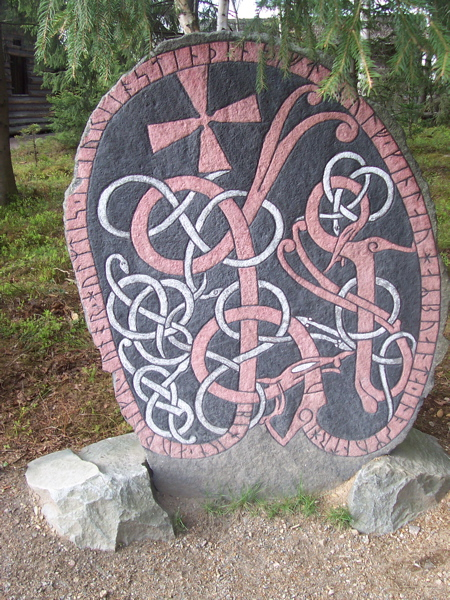
Estela rúnica U 871 con una decoración típica del estilo Urnes medio.

El estilo Urnes es la última fase de los estilos de decoración vikinga zoomórfica que se desarrolló durante la segunda parte del siglo XI y el comienzo del siglo XII. Las anteriores etapas de las ornamentaciones con formas animales del arte escandinavo se catalogan generalmente en los estilos: Oseberg, Borre, Jelling, Mammen y Ringerike.
El estilo Urnes toma su nombre en honor a la puerta tallada de la iglesia de madera de Urnes en Noruega, aunque la mayoría de los objetos decorados con este estilo son estelas rúnicas de Uppland, Suecia, por lo que muchos historiadores prefieren considerarlo un estilo de piedras rúnicas.

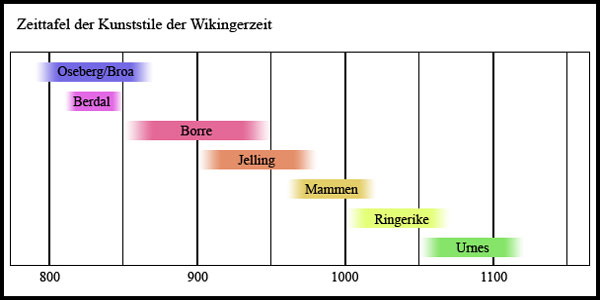
Cronología de los estilos de decoración animal escandinavos.

El estilo se caracteriza por tener figuras de animales, generalmente serpientes y dragones, esbeltos y estilizados que se entrelazan en diseños apretados. Las cabezas de los animales están de perfil, tienen ojos delgados y en forma almendrada y suelen tener protuberancias rizadas sobre las narices y los cuellos.

## Estilo Urnes inicial

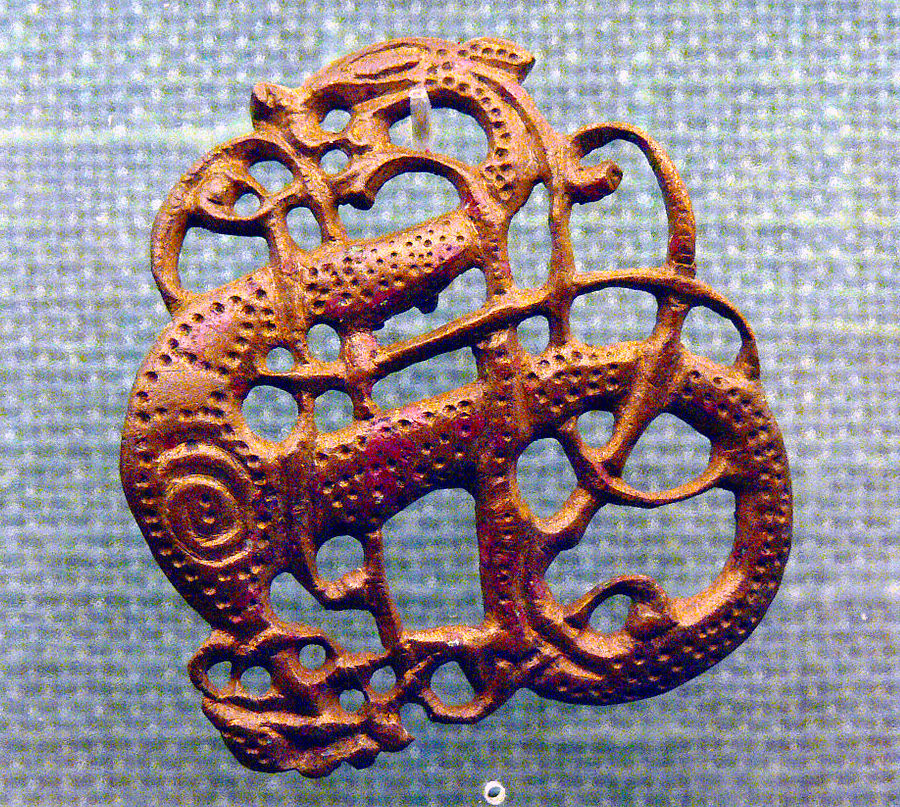
Ornamento de bronce danés.

La datación del comienzo del estilo se basa principalmente en las piedras U 343, U 344 y un cuenco de plata de 1050, que fue encontrado en Lilla Valla, Suecia.
La versión temprana del estilo se encuentra en las piedras piedras rúnicas inglesas que aluden a los Danegelds, Canuto el Grande y las obras de Åsmund Kåresson.

## Estilo Urnes medio

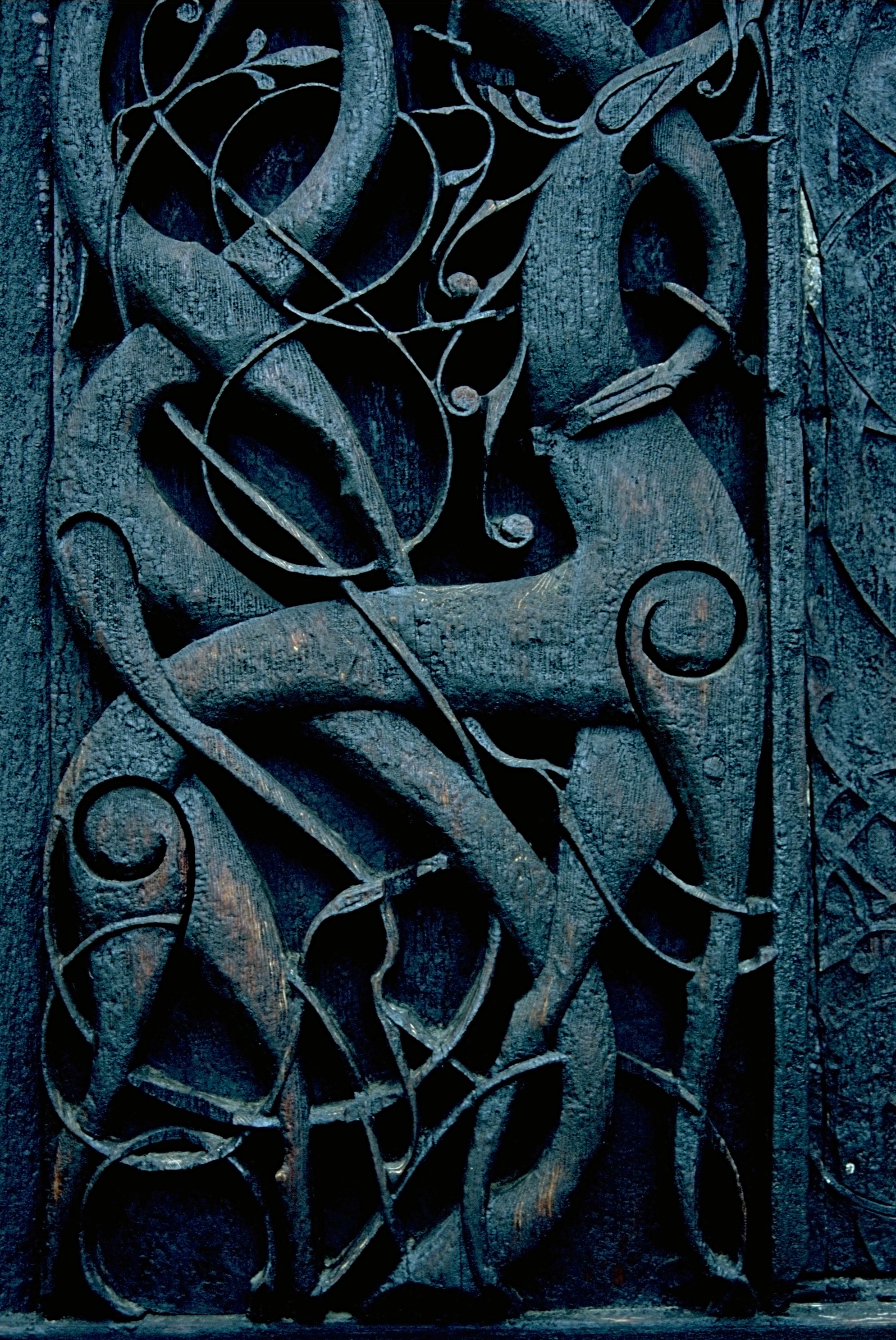
Detalle de la puerta de la Iglesia de madera de Urnes, ejemplo de Urnes refinado.

El estilo Urnes medio ha recibido una datación muy segura debido a la aparición de sus temas en las monedas de Harald Hardrada (1047-1066) y de Olav Kyrre (1080-1090). Dos tallas en madera de Oslo han sido datadas entre 1050-1100 y la tabla Hørning se dató por dendrocronología entre 1060-1070. Sin embargo hay algunas evidencias que sugieren que el estilo Urnes medio se desarrolló antes de 1050 en las obras de los maestros grabadores Fot y Balle.

## Estilo Urnes final
El estilo Urnes medio siguió siendo popular la mismo tiempo que se desarrollaba el estilo Urnes refinado por el maestro grabador Öpir. Se hizo famoso porque en su estilo los animales son extremadamente delgados y hacen dibujos circulares en composiciones intrincadas. Este estilo no fue exclusivo de Öpir y Suecia, sino que pronto apareció también en obras como la tabla Bølstad y en la en silla Trondheim, Noruega, extendiéndose por toda Escandinavia. Y será el estilo definitivo que tendrán la piedras rúnicas de Uppland hasta que dejen de erigirse.
En las piedras rúnicas de Jarlabanke aparecen rastros de ambos estilos, medio y refinado, en las obras de Fot y Balli, y será este estilo mixto Fot-Balli el tipo de estilo que luego se mezclará con el estilo románico en el siglo XII.

## Estilo Urnes románico
El estilo Urnes románico no aparece en las estelas rúnicas, lo que parece indicar que la tradición de erigir piedras había desaparecido cuando este estilo mixto apareció en Gotland y la Suecia continental. El Urnes románico se puede datar con independencia de los temas que representa gracias a muestras de Oslo del periodo entre 1100-1175, así como al altar frontal de Lisbjerg en Dinamarca, que ha sido datado dendrocronológicamente en 1135, además de algunos relicarios irlandeses que se han datado en la segunda mitad del siglo XII.